# Moroksydyna
Moroksydyna – heterocykliczny organiczny związek chemiczny, lek antywirusowy, pochodna biguanidu. Hamuje aktywność wirusowej polimerazy DNA, a także, wiążąc do specyficznych receptorów na powierzchni komórki, utrudnia przenikanie do niej wirusów. Działa na wirusy HSV i VZV i z tego względu podawany jest w przypadkach zajęcia oczu w zakażeniach tymi wirusami. W badaniach in vitro wykazano także, że hamuje on namnażanie wirusa RSV (w dawce 100 mg/l).
Rzadko stosowany doustnie w leczeniu i zapobieganiu ospie wietrznej, półpaścowi, opryszczce, zapaleniu ślinianek przyusznych, grypie (zwłaszcza dawniej) i odrze.

## Przeciwwskazania
Preparaty zawierające dodatkowo środki antycholinergiczne nie powinny być stosowane u osób z jaskrą z wąskim kątem przesączania lub przerostem prostaty.

## Działania niepożądane
Po podaniu miejscowym:
- przemijające podrażnienie gałki ocznej.

Po przyjęciu doustnym:
- preparaty proste – nudności, bóle głowy, znużenie, osłabienie, przyspieszenie czynności serca;
- preparaty złożone zależnie od innych składników – suchość w ustach, ból głowy, zaburzenia snu, zamazane widzenie, zaparcia i zmęczenie.

## Dawkowanie
- Miejscowo:

1–2 krople do worka spojówkowego co 1 godzinę w dzień, a w ciężkim przebiegu również 3–4 razy w nocy. Po poprawie – 6 razy dziennie przez 3–7 dni, a następnie 2–4 razy dziennie, także po całkowitym ustąpieniu objawów. Bywa stosowana po krioaplikacjach.
- Doustnie zwykle podawano:
  - Preparaty proste – profilaktycznie 100–200 mg, 3 razy dziennie; leczniczo 200–300 mg, 3 razy dziennie (u dzieci zalecano połowę dawki). Wedle innego zalecenia, dorośli i dzieci od 5 roku życia zapobiegawczo 200–400 mg, 2–3 razy dziennie, leczniczo 300–400 mg 3–4 razy dziennie; dzieci do 5 roku życia – 100–200 mg, 3 razy dziennie[8].
  - Virobis – profilaktycznie 100 mg, 3 razy dziennie; leczniczo 200 mg, 3 razy dziennie.

## Preparaty
- Influcol (10% krople do oczu, op. 5 ml); bywa stosowany także po krioaplikacjach
- Flumidin (chlorowodorek moroksydyny)
- Spenitol
- Virusmin
- Virobis (tabletki 100 mg + 0,1 mg atropiny + 0,1 mg skopolaminy), stosowany doustnie
- Virustat (chlorowodorek moroksydyny, tabl. 100 mg)